# Bicicleta de Oro 2023
Los premios de la Bicicleta de Oro de 2023, que se celebraron por trigésimo tercera vez el 24 de octubre de 2023, honran anualmente a los ciclistas más destacados de la temporada. El 31 de agosto, L'Équipe, grupo al que pertenece la revista francesa especializada en ciclismo Vélo Magazine, dio a conocer las listas de nominados, mientras que el mismo día de la velada, el 24 de octubre, se dieron a conocer los finalistas y ganadores de los respectivos galardones.
Previa a la entrega de galardones a la temporada, Vélo entregó un premio de reconocimiento, la Bicicleta de Oro honorifica —Vélo d'Or d'honneur—, a los exciclistas Eddy Merckx y Bernard Hinault por su trayectoria profesional.

## Bicicleta de Oro honorífica
- Eddy Merckx
- Bernard Hinault

## Bicicleta de Oro
La Bicicleta de Oro destaca al mejor ciclista masculino y femenino de la temporada. Diez (10) fueron los nominados y tres (3) fueron los resultantes finalistas; el resto quedaron clasificados.

### Masculina
| Pos.                                      | Ciclista                             | Equipo                                       | Puntos     |
| Finalistas                                | Finalistas                           | Finalistas                                   | Finalistas |
| ----------------------------------------- | ------------------------------------ | -------------------------------------------- | ---------- |
| 1                                         | Jonas Vingegaard                     | Jumbo-Visma                                  | 142        |
| 2                                         | Mathieu van der Poel                 | Alpecin-Deceuninck                           | 133        |
| 3                                         | Tadej Pogačar                        | UAE Team Emirates                            | 126        |
| Otros candidatos nominados y clasificados |                                      |                                              |            |
| 4                                         | Primož Roglič                        | Jumbo-Visma                                  | 68         |
| 5                                         | Remco Evenepoel                      | Soudal Quick-Step                            | 49         |
| 6                                         | Jasper Philipsen                     | Alpecin-Deceuninck                           | 17         |
| 7                                         | Wout van Aert                        | Jumbo-Visma                                  | 5          |
| 8                                         | Mads Pedersen Tom Pidcock Adam Yates | Lidl-Trek INEOS Grenadiers UAE Team Emirates | 0          |

### Femenino
| Pos.                                      | Ciclista                                    | Equipo                                         | Puntos     |
| Finalistas                                | Finalistas                                  | Finalistas                                     | Finalistas |
| ----------------------------------------- | ------------------------------------------- | ---------------------------------------------- | ---------- |
| 1                                         | Demi Vollering                              | SD Worx                                        | 171        |
| 2                                         | Lotte Kopecky                               | SD Worx                                        | 139        |
| 3                                         | Annemiek van Vleuten                        | Movistar                                       | 99         |
| Otros candidatos nominados y clasificados |                                             |                                                |            |
| 4                                         | Marlen Reusser                              | SD Worx                                        |            |
| 5                                         | Lorena Wiebes                               | SD Worx                                        |            |
| 6                                         | Katarzyna Niewiadoma                        | Canyon-SRAM Racing                             |            |
| 7                                         | Alison Packson Juliette Labous Gaia Realini | EF Education-Tibco-SVB DSM-Firmenich Lidl-Trek |            |
| 10                                        | Elisa Longo Borghini                        | Lidl-Trek                                      |            |

## Trofeo Eddy Merckx
El Trofeo Eddy Merckx, introducido por primera vez en los premios, reconoce al mejor corredor y corredora en clásicas de la temporada. Cinco (5) fueron los candidatos en ambas categorías y tres (3) fueron los finalistas, sin clasificados.

### Masculino
| Pos.                       | Ciclista             | Equipo             | Puntos     |
| Finalistas                 | Finalistas           | Finalistas         | Finalistas |
| -------------------------- | -------------------- | ------------------ | ---------- |
| 1                          | Mathieu van der Poel | Alpecin-Deceuninck | 154        |
| 2                          | Tadej Pogačar        | UAE Team Emirates  | 140        |
| 3                          | Remco Evenepoel      | Soudal Quick-Step  | 96         |
| Otros candidatos nominados |                      |                    |            |
| SP                         | Wout van Aert        | Jumbo-Visma        |            |
| SP                         | Mads Pedersen        | Lidl-Trek          |            |

SC: Sin clasificar

### Femenino
| Pos.                       | Ciclista             | Equipo                 | Puntos     |
| Finalistas                 | Finalistas           | Finalistas             | Finalistas |
| -------------------------- | -------------------- | ---------------------- | ---------- |
| 1                          | Lotte Kopecky        | SD Worx                | 148        |
| 2                          | Demi Vollering       | SD Worx                | 146        |
| 3                          | Alison Jackson       | EF Education-Tibco-SVB | 90         |
| Otros candidatos nominados |                      |                        |            |
| SC                         | Elisa Longo Borghini | Lidl-Trek              |            |
| SC                         | Marlen Reusser       | SD Worx                |            |

SC: Sin clasificar

## Trofeo Bernard Hinault
El Trofeo Bernard Hinault, otorgado por primera vez tras la dicotomía de la Bicicleta de Oro francesa, designa al mejor corredor o corredora de ruta de nacionalidad francesa. Cinco (5) fueron los nominados y tres (3) los finalistas, sin clasificados.
| Pos.                       | Ciclista           | Equipo        | Puntos     |
| Finalistas                 | Finalistas         | Finalistas    | Finalistas |
| -------------------------- | ------------------ | ------------- | ---------- |
| 1                          | Christophe Laporte | Jumbo-Visma   | 129        |
| 2                          | Valentin Madouas   | Groupama-FDJ  | 87         |
| 3                          | Juliette Labous    | DSM-Firmenich | 74         |
| Otros candidatos nominados |                    |               |            |
| SC                         | Victor Lafay       | Cofidis       |            |
| SC                         | Thibaut Pinot      | Groupama-FDJ  |            |

SC: Sin clasificar

## Trofeo Daniel Morelon
El Trofeo Daniel Morelon, otorgado también por primera vez tras la dicotomía de la Bicicleta de Oro francesa, destaca al mejor deportista francés, sin género, del resto de disciplinas olímpicas —pista, mountain bike y BMX—. Cinco (5) fueron los nominados y tres (3) los finalistas, sin clasificados.
| Pos.                       | Ciclista               | Equipo             | Disciplina |
| Finalistas                 | Finalistas             | Finalistas         | Finalistas |
| -------------------------- | ---------------------- | ------------------ | ---------- |
| 1                          | Pauline Ferrand-Prévot | INEOS Grenadiers   | MTB        |
| 2                          | Romain Mahieu          | Selección Francesa | BMX        |
| 3                          | Victor Koretzky        | Bora-Hansgrohe     | MTB        |
| Otros candidatos nominados |                        |                    |            |
| SC                         | Clara Copponi          | FDJ-Suez           | Pista      |
| SC                         | Benjamin Thomas        | Cofidis            | Pista      |

SC: Sin clasificar